# Vanderbilt (Michigan)
Pour les articles homonymes, voir Vanderbilt.
Vanderbilt est un village du comté d'Otsego, dans l'État du Michigan, aux États-Unis. En 2020, il comptait une population de 498 habitants.